# Curd Ridel
Curd Ridel (Pointe-Noire, 11 gennaio 1963) è un fumettista francese.

## Biografia
Curd Ridel è nato l'11 gennaio 1963 a Pointe-Noire, in Repubblica del Congo, da un dentista e ha trascorso i suoi primi quindici anni in Congo. Nel 1979 lascia l'Africa per Parigi e inizia a lavorare per diversi giornali: i suoi primi lavori appaiono su Les Vacheries de Corinne à Jeannot. Nel 1982 lavora anche per Footy, un "mensile per giovani appassionati di calcio", dove svolge un tirocinio. Con Pierre-Yves Gabrion ha creato il personaggio di Tahoré in Fripounet (1983).
Nel 1985 è entrato a far par te della rivista per ragazzi Vaillant e ha ripreso il personaggio di Pif le chien e della sua spalla Hercule in sceneggiature di autori come Corteggiani, Motti e Galliano e Radio Kids, con Jacques Lelièvre, in Pif Gadget,. Ha scritto anche storie per ragazzi e altri tipi di pubblico.
Nel 1990 disegna settanta vignette per la marca di chewing-gum Malabar. Nel 1992, su sceneggiatura di Scotch Arleston, dà vita a Tandori, un apprendista fachiro in Hello Bédé, tre album pubblicati da Le Lombard tra il 1993 e il 1995. Ha poi creato Rigoletto Loustic con Téhy come sceneggiatore per Casterman, per due albi nel 1994-95. Ha inoltre realizzato storie brevi e illustrazioni per riviste come Spirou, Le Journal de Mickey Bambi, Chut ! e Rik et Rok, la rivista gratuita dei grandi magazzini Auchan.
Dopo Midam, riprende la serie Gowap con Mythic, con otto albi pubblicati da Le Lombard tra il 1996 e il 2005. Nel 1997 crea da solo la serie per bambini Angèle et René, che racconta le disavventure di un maialino della famiglia di Angèle. Nove album vengono pubblicati da Le Lombard fino al 2005. Contemporaneamente lavora nel settore pubblicitario e incide due album di canzoni, Loin de Paris nel 1999 e Sur la route de Loango nel 2002. Ha ricevuto il Prix Humour de Chambéry nel 1997.
Oltre a disegnare le proprie storie, Ridel scrive anche sceneggiature per altri autori, tra cui Django Renard per Dav (Bambou, 2002) e Tuff et Koala per Philippe Fenech (Soleil, 2004-06) . Tra il 2010 e il 2012, sulla base di una sceneggiatura di Pascal Bresson, disegna per Glénat una serie di fumetti ispirati al programma televisivo Ushuaïa dal 2010. Ha poi continuato a disegnare fumetti umoristici per Éditions Bamboo, tra cui Les Pétanqueurs con Christophe Cazenove, la storia per bambini Le Vilain Petit Canard e la serie Si j'étais grande, je serais....
Nel 2014 ha lanciato una nuova serie, Le Bâtard des étoiles, sceneggiata da Raoul Cauvin e pubblicata da Sandawé. Nel 2017 ha adattato a fumetti un grande classico della letteratura: Voyage au centre de la Terra, il romanzo di Jules Verne, per il disegnatore Frédéric Garcia.
Curd Ridel pubblicherà Angèle et René nel 2019.
Secondo Patrick Gaumer, Curd Ridel produce fumetti di alta qualità destinati a un pubblico diversificato.

## Vita privata
Curd Ridel vive a Bouzigues,. È sposato con l'ex atleta Sandrine Fricot, che è diventata la sua colorista. La coppia ha due figli.

## Opere

### Fumetti
- Tahoré, sceneggiatura di Pierre-Yves Gabrion, éd. Sorg, 1988[27]
- Tandori, ssceneggiatura di Scotch Arleston, Le Lombard, 3 volumes, 1993 - 1995
- Rigoletto Loustic, sceneggiatura di Téhy, Casterman, 2 volumes, 1994 - 1995
- Angèle et René, Le Lombard, 9 tomes, 1997 - 2013[28]
- Radio kids, sceneggiatura di Jacques Lelièvre, Cœur de Loup, 2 tomes 1997 - 1998[7]
- Django Renard : on m'appelle Django, disegno de Dav, Bamboo Édition, 2002[29]
- Tuff et Koala ( ssceneggiatura), disegni de Philippe Fenech, Soleil Productions, 3 albums 2004 - 2006
- Les Pétanqueurs ( disegni), sceneggiatura di Christophe Cazenove, Bamboo Édition, 4 tomes 2006 - 2008
- Les Petites Filles sont des princesses : message d'amour à ma fille (disegno), sceneggiatura collettiva, Soleil Productions, 2007[30]
- Si j'étais grande..., Bamboo Édition, 2 volumes 2009 - 2010
- Mon frère ce boulet : pour la vie, disegni di Gaston, Jungle !, 2011[31]
- Vita di merda, Jungle !
  - tome 5 : Avec mon chat, 2011[32]
  - tome 15 : Avec mon chien, 2014[33]
- Le P'tit Coach : celui qui sait tout... ou presque, sceneggiatura di Jean-Louis Janssens, Bamboo Édition, 2012[34]
- Le Vilain Petit Canard, sceneggiatura d'Hélène Beney, Bamboo Édition, 2013[35][36]
- Electropolis : La Folle Histoire de l'électricité, sceneggiatura di Lionel Courtot, Éditions du Signe, 2015[37][38]
- Le Bâtard des étoiles (disegni), sceneggiatura di Raoul Cauvin[39], Sandawe, 2016[40]
- Les Grands Classiques de la littérature en bande dessinée : Viaggio al centro della Terra[22] (sceneggiatura), disegni di Frédéric Garcia, 2017

### Il romanzo
- Quatre roses fanées roman, copertina di René Follet, Des ronds dans l'O, 2005

## Premi e riconoscimenti
- 1997: Premio dell'umorismo a Chambéry 1997[18]
- 2013: Grand prix du public a Montreuil-Bellay[1]